# Jean-Marc Parent
Pour les articles homonymes, voir JMP et Parent.
 (septembre 2014).
Si vous disposez d'ouvrages ou d'articles de référence ou si vous connaissez des sites web de qualité traitant du thème abordé ici, merci de compléter l'article en donnant les références utiles à sa vérifiabilité et en les liant à la section « Notes et références ».
Jean-Marc Parent (21 mars 1962 - ) est un humoriste et aussi parfois acteur québécois. Il est surnommé JMP.

## Biographie
Originaire de Saint-Jean-sur-Richelieu, il devient orphelin de mère à l'âge de six ans et de père à l'âge de quatorze ans. Il a étudié la psychologie pendant un an, puis est devenu un intervenant social.
Après une brève formation d'humoriste, il est découvert en 1988 aux auditions Juste pour rire avec son premier numéro appelé L'Handicapé. Ensuite, il forme un duo avec Michel Barrette. Il réalise le spectacle « Ouvrir par le haut » en 1989.
Durant les années 1990, il se spécialise dans les spectacles-marathon d'humour: dans des salles de plusieurs milliers de spectateurs, il présente une première partie d'environ deux heures d'humour conventionnel, scripté, suivi de plusieurs heures d'improvisation, parfois jusqu'au matin suivant. Les extravagances de ces spectacles sont notées dans la presse, par exemple lorsqu'il décide de commander de la pizza et qu'il fait livrer en direct d'un restaurateur médusé pour chacun des milliers de spectateurs. 
En 1993, il devient le porte-parole de Opération Nez rouge. Il est le premier humoriste québécois à oser s'offrir le Forum de Montréal pour y donner un spectacle. Il tient un « pyjama party » à la salle Pierre-Mercure de l'UQAM où sont invitées 900 convives.
Il fait de l'improvisation et obtient l'animation d'une émission d'humour sur le réseau de télévision TQS en 1996, L'Heure JMP, qui est très écoutée. Jean-Marc est souvent illustré dans les pages du magazine humoristique Safarir.
Un phénomène très particulier, populaire et remarquable émerge de son émission L'Heure JMP : un soir, il demande spontanément à tous ses téléspectateurs pendant quelques minutes de « flasher » (commuter) les lumières de leurs maisons. Ce petit jeu est selon lui un moyen de voir combien de gens visionnent l'émission en direct. Étonnamment, ce petit jeu devient vite très populaire partout au Québec, et l'ayant reproduit à chaque soir pendant un certain temps, il décide même à un moment d'obtenir un avion gratuitement pour filmer du haut des airs en direct, avec d'autres spectateurs à bord, les lumières qui s'allument et s'éteignent un peu partout. Jean-Marc expliquera lors d'une entrevue qu'il a fait lui-même la demande d'un gros avion auprès d'un transporteur aérien, sans débourser un sou, ni même pour l'essence. Le transporteur a été remercié pendant l'émission, lui donnant une certaine publicité.
Jean-Marc a également une passion pour la photographie et les bateaux. Il réalise son voyage de rêve à New York en 1997. En 1998, il anime la soirée du Bye Bye.
En 2004, Jean-Marc Parent a joué dans le film Les Invasions barbares. Actuellement, il fait des tournées à travers le Québec.
En 2006, il gagne ses trois premiers trophées au Gala des Oliviers.
En 2008, il se dit blessé par un gag de Jean-René Dufort au Gala des Oliviers.
En 2012, il gagne le prix spectacle d'humour de l'année pour Torture au Gala des Oliviers.

## Carrière

### Spectacles
- 1988: L’handicapé
- 1989‍ : Ouvrir par le haut
- 2005‍-2008 : Urgence de vivre
- 2008‍-2010 : Événement JMP
- 2011-2012 : Torture
- 2018-2019 : Utopie

### Télévision
- 1985 : Casse-tête
- 1992 : Pas de déprime chez le pantomime (Court métrage)
- 1993 : Piment fort (jeu télé, 5 émissions)
- 1990 : Les Filles de Caleb (téléroman) : Bob
- 1996 : L'Heure JMP
- 2001 : L'Or (téléroman) : Fiset
- 2021 : JMP

### Films
- 1993 : Les Pots Cassés : Roch
- 2004 : Les Invasions barbares : Ronald le syndicaliste